# 東京都知事公館
東京都知事公館（とうきょうとちじこうかん）は、かつて存在した東京都知事の官舎であり、迎賓館・ゲストハウスとしての役目も存在した。2014年廃止。

## 概要

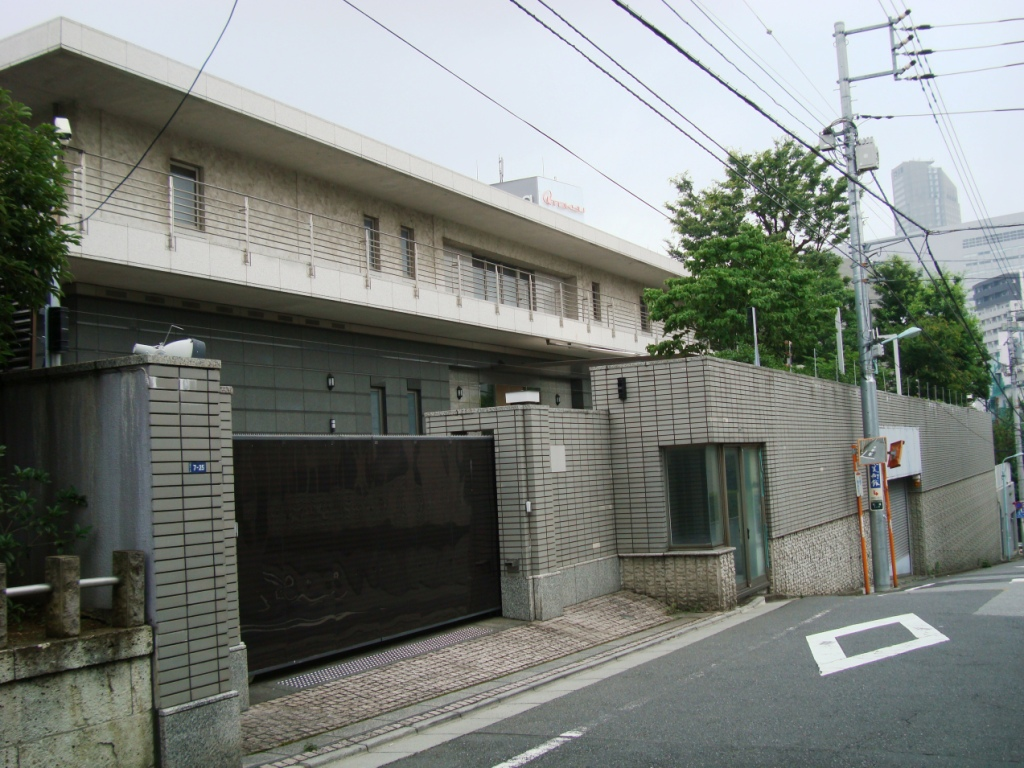
東京都知事公館（2011年）

東京都渋谷区松濤の2,212平米の敷地に、建物は地上2階、地下1階建ての鉄筋コンクリート造り（RC構造）で、延床面積1886平方メートル、建築面積697平方メートルであった。建物の内部には、私的空間である4LDKの住居部分と、公的空間である防災連絡室、会議室があり、職員も常駐していた。

## 歴史
1947年（昭和22年）、東京都は渋谷・松濤にあった松平恒雄の邸宅（会津松平邸）を購入、これを知事公館とした。その後この公館には歴代の東京都知事として、安井誠一郎、東龍太郎、美濃部亮吉、鈴木俊一が居住した。
次第に建物は老朽化、1995年（平成7年）1月の阪神・淡路大震災をきっかけに耐震対策も必要とされたことから、鈴木俊一の入居当時に建替えの検討が開始された。建替えの検討開始時、鈴木はすでに知事引退を表明しており、建替えは後任の東京都知事となった青島幸男のもとで決定された。
約12億円をかけて建替えられた新たな東京都知事公館は1997年（平成9年）7月に完成、同年9月より青島が入居した。青島の入居期間は、任期満了までの約1年8ヵ月間であった。青島の後任として1999年（平成11年）に東京都知事に就任した石原慎太郎は同施設へは入居せず、田園調布の自宅から通勤した。東京都は、空き家となった同施設の有効活用のため、2000年から2003年まで月額300万円でイタリア食文化普及団体に貸し出したほか、2003年以後は都民向け講演会場や東京都職員の研修施設としても使用した。
施設維持費は年約550万円かかっており、2008年（平成20年）には土地とともに売却が決定した。
舛添要一が都知事在任中であった2014年（平成26年）12月24日午前に入札が行われ、住友不動産が43億6800万円で落札したことが報道された。
2020年（令和2年）に解体。ほとんど使用されないまま完成から23年で更地となった。跡地利用は未定。